# Кристофер Рен
Сер Кристофер Рен (енгл. Sir Christopher Wren; Вилтшир, 20. октобар 1632 — Лондон, 25. фебруар 1723) био је енглески научник и архитекта који ће у највећој мери остати запамћен по свом раду на обнови лондонских цркава уништених у Великом пожару 1666. године.
Образован у области латинске и аристотеловске физике на Универзитету у Оксфорду, Рен је био оснивач Краљевског друштва и био његов председник од 1680. године до 1682. године. Његов научни рад су високо ценили Исак Њутн и Блез Паскал.

## Биографија
Рен је био син Дина од Виндзора, краљевског намесника. Добио је веома добро образовање у најугледнијим установама тог времена, углавном у Вестминстеру и на Оксфорду. Био је угледан и као научник и дао је знатне доприносе на пољу астрономије (коју је једно време и предавао на Оксфорду) које ће хвалити чак и Њутн. Међутим, Рен је био заинтересованији за архитектуру. Још као младић, упознао је принца Чарлса који ће касније постати краљ Чарлс II. Између осталог, захваљујући и овом пријатељству, Рену ће бити поверени бројни пројекти у обнови Лондона. Рен је и један од оснивача Краљевског друштва, чији је био председник између 1680. и 1682.
Прва архитектонска достигнућа Рена су била зграда Шелдонског позоришта и неке друге грађевине у Оксфорду и Кембриџу. Међутим, први велики пројекти дошли су после Великог пожара, од којих ће један од највећих и најуспешнијих бити Катедрала светог Павла.
Титулу сера добио је 1673. и служио је два мандата као посланик Парламента. Постоје назнаке да је био масон.
Сахрањен је у поменутој Катедрали светог Павла, а на спомен-плочи која обележава његово гробно место на латинском између осталог стоји и: “Lector, si monumentum requiris, circumspice” („Читаоче, ако тражиш споменик, погледај око себе“).

## Живот и дела
Рен је рођен у Ист Нојлу у Вилтширу, једини је преживели син Кристофера Рена старијег (1589–1658) и Мери Кокс, која је једино дете штитоноше из Вилтшира Роберта Кокса из Фонтхил Бишопа. Кристофер старији је у то време био ректор Ист Нојла, а касније декан Виндзора. Сва деца су им рођена док су живели у Ист Нојлу; Мери, Кетрин и Сузан су рођене до 1628. године, али је потом рођено неколико деце која су умрла у року од неколико недеља након рођења. Њихов син Кристофер рођен је 1632. године, а две године касније рођена је још једна ћерка по имену Елизабет. Претпоставља се да је Мери умрла убрзо након Елизабетиног рођења, мада не постоји ниједан сачуван запис о том датуму. Преко Мери Кокс породица је финансијски добро стојала, јер је као једини наследник, она наследила очево имање.
Као дете, Рен је „туберкулозно изгледао“. Иако је био болешљиво дете, преживео је до дубоке старости. Прво су га код куће подучавали приватни учитељ и његов отац. Након краљевског именовања његовог оца за декана Виндзора у марту 1635, његова породица је тамо проводила део сваке године, али се мало зна о Реновом животу у Виндзору. Провео је својих првих осам година у Ист Нојлу, а школовао га је часни Вилијам Шепард, локални свештеник.
Мало се зна о Реновом школовању након тога, у опасним временима када су краљевске асоцијације његовог оца захтевале од породице да се држи веома прикривено од владајућих парламентарних власти. Било је то тешко време у његовом животу, али оно које ће имати значајан утицај на његова каснија дела. Причу да је он похађао Вестминстерску школу између 1641. и 1646. поткрепљује само Паренталија, биографија коју је саставио његов син, четврти Кристофер, која га ставља тамо „на кратко време“ пре него што је отишао у Оксфорд (1650); међутим, то је у потпуности у складу са добро документованом праксом настојника доктора Базбија да подједнако образује синове осиромашених ројалиста и пуританаца, без обзира на тренутну политику или његов положај.
Неке од Ренових младалачких вежби које су сачуване или забележене (иако их се мали број може датирати) показале су да је добио темељно знање латинског језика и да је такође научио да црта. Према Паренталији, у принципе математике га је „иницирао“ др Вилијам Холдер, који се оженио Реновом старијом сестром Сузан (или Сузаном) 1643. Његова цртачка способност је стављена у академску употребу у пружању многих анатомских цртежа за уџбеник анатомије мозга, Cerebri Anatome (1664), коју је објавио Томас Вилис, који је сковао термин „неурологија.“ Током овог временског периода, Рен се заинтересовао за дизајн и конструкцију механичких инструмената. Вероватно је преко Холдера Рен упознао сер Чарлса Скарбора коме је Рен помагао у његовим анатомским студијама.
Дана 25. јуна 1650. Рен је уписао Вадам колеџ у Оксфорду, где је студирао латински језик и Аристотелова дела. Анахроно се може сматрати да је добио научну обуку у савременом смислу. Међутим, Рен је постао блиско повезан са Џоном Вилкинсом, управником Вадама. Вилкинсов круг је био група чије су активности довеле до формирања Краљевског друштва, које се састојало од бројних истакнутих математичара, креативних радника и експерименталних филозофа. Ова веза је вероватно утицала на Ренове студије науке и математике на Оксфорду. Он је дипломирао 1651. године, а две године касније је магистрирао.

### 1653–1664
Стекавши магистарско звање 1653. године, Рен је исте године изабран за члана Ол соулс колеџа и започео је активан период истраживања и експеримента у Оксфорду. Међу њима је био низ физиолошких експеримената на псима, укључујући један који је сада препознат као прва инјекција течности у крвоток живе животиње у лабораторијским условима. Његови дани као сарадник Ол соулса су окончани када је Рен именован за професора астрономије на Грешам колеџу у Лондону 1657. године. Тамо је добио сет просторија и стипендију, и од њега је се очекивало да држи недељна предавања на латинском и енглеском. Рен је прихватио овај нови посао са ентузијазмом. Наставио је да се састаје са људима са којима је често водио дискусије у Оксфорду. Они су присуствовали његовим предавањима у Лондону и 1660. године започели формалне недељне састанке. Из ових састанака се развило Краљевско друштво, главно научно тело Енглеске. Он је несумњиво играо главну улогу у раном животу онога што ће постати Краљевско друштво; његова велика ширина стручности у толико различитих предмета помогла је у размени идеја између различитих научника. Заправо, извештај са једног од ових састанака гласи:
Меморандум 28. новембар 1660. Ове особе које су следиле уобичајени обичај већине њих, састале су се на Грешам колеџу да чују предавање г. Рена. Присуствовали су Лорд Бронкер, г. Бојл, г. Брус, сер Роберт Морај, сер Поле Нејл, др Вилкинс, др Годард, др Пети, г. Бол, г. Рук, г. Рен, г. Хил. По завршетку предавања, у складу са устаљеном праксом су водили дискусију.
Главни извори Ренових научних достигнућа су записи Краљевског друштва. Његови научни радови кретали су се од астрономије, оптике, проблема налажења географске дужине на мору, космологије, механике, микроскопије, геодезије, медицине и метеорологије. Он је посматрао, мерио, сецирао, градио моделе и примењивао их, изумео и побољшао разне инструменте.

## Најпознатија дела
- Катедрала светог Павла
- Свети Стефан Волбрук
- Света Невеста
- Света Марија ле Боу
- Свети Џејмс
- Тринити колеџ
- Краљевска опсерваторија у Гриничу